# Literatura litewska

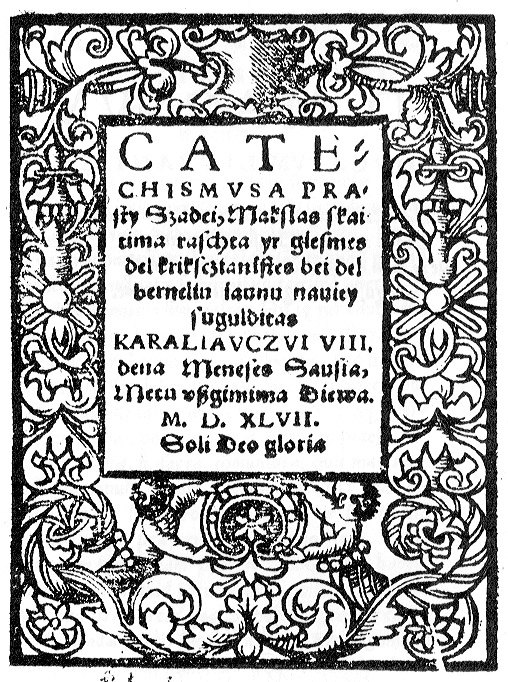
Pierwsza książka w języku litewskim – Catechismusa prasty szadei Martynasa Mažvydasa, wydana w 1547 roku

Literatura litewska – piśmiennictwo i literatura piękna tworzone w języku litewskim, w pewnej mierze także w łacińskim, polskim i starobiałoruskim. Ze względu na liczne zapożyczenia i wzajemne uwarunkowania dla okresu unii polsko–litewskiej należałoby mówić raczej o literaturze Wielkiego Księstwa Litewskiego; ponadto piśmiennictwo w języku litewskim tworzone w tym okresie nie jest bardzo obfite. Literatura litewska rozwijała się jednak już wtedy także na Litwie Małej, w sferze wpływów kultury niemieckiej. Natomiast dokumenty w języku łacińskim początkowo nie były zbyt liczne. Poza nimi pierwszymi zabytkami literatury tworzonymi na terenie północnych obszarów Wielkiego Księstwa Litewskiego są starobiałoruskie latopisy.

## Wiek XVI
W wieku XVI język starobiałoruski był stopniowo wypierany przez polski i łacinę. Życie kulturalne koncentrowało się w dworach bojarskich i magnackich. Powstawały teksty mówiące o rzymskim pochodzeniu Litwinów. Istniała także epika w języku polskim, opisująca przede wszystkim wojny i czyny bohaterskie – przykładem może być dzieło Macieja Stryjkowskiego Która przedtem światła nie widziała. Kronika polska, litewska, żmudzka i wszystkiej Rusi (Królewiec 1582).
Pierwsze udokumentowane teksty w języku litewskim to modlitwy (Credo, Zdrowaś Mario, Ojcze nasz). Początek literatury litewskiej wiąże się z reformacją protestancką wspieraną przez Radziwiłłów. Protestanci litewscy pozostawali w związku z polskimi i pruskimi. Chcieli dać ludowi proste teksty religijne w języku dla niego zrozumiałym. Martynas Mažvydas (1520–1563) wydał pierwszą książkę po litewsku – katechizm Catechismusa prasty szadei (Królewiec 1547), a także pieśni – Giesmė šv. Ambraziejaus bei šv. Augustino (Królewiec 1549) i Giesmės krikščioniškos (w dwóch tomach, Królewiec 1566–1570). Jonas Brētkunas (1536–1602), działający na Litwie Małej, jest autorem dwunastu dzieł religijnych – m.in. śpiewnika Giesmės (Królewiec 1589). W 1581 przetłumaczył on na język litewski Pismo święte (Biblia tatai esti visas Šventas Raštas, lietuviškai perguldytas), przekład ten nie został jednak wydany drukiem w swojej epoce.
Druga połowa wieku XVI przyniosła Litwie ożywienie kulturalne związane z reformacją katolicką. W 1570 powstało wileńskie Kolegium Jezuickie, od roku 1578 mające status akademii. W Akademii Wileńskiej rozwijały się obok innych także nauki filologiczne, w skład których wchodziło także pierwotne zainteresowanie językiem litewskim – dzięki zainteresowaniu oo. jezuitów ewangelizacją ludu, powstały pierwsze słowniki, gramatyki i podręczniki języka litewskiego. Istniały też przekłady literatury religijnej, katolickie (Mikalojus Dauksza, Katechismas, Postilla catholicka) i protestanckie (Jurgis Petkevičius, Polski z litewskim katechizm, Wilno 1598; Jokūbas Morkūnas, Postilla lietuviška, Wilno 1600).

## Wiek XVII
W wieku XVII literatura litewska rozwija się słabiej niż w XVI – mimo nieustającego patronatu Akademii Wileńskiej i rodów magnackich, coraz większe znaczenie zdobywał sobie język polski i łaciński, a reformacja protestancka słabła. Na Litwie Małej teksty religijne były nieliczne – należą do nich np. Žemčiūga teologiška Simonasa Vaišnorasa (Królewiec 1600) i Naujos giesmių knygos Danieliusa Kleinasa (Królewiec 1666). W Wielkim Księstwie Litewskim obok ściśle religijnych powstawały utwory fabularne i poetyckie o tematyce biblijnej, antycznej i okolicznościowej. Do tej ostatniej należą panegiryki, epitafia, epigramy, poezja herbowa itp. Autorami wszystkich tych utworów byli przeważnie profesorowie i studenci Akademii Wileńskiej. Jednym z najbardziej znanych był Konstantinas Sirvydas (1578–1631), językoznawca, autor polsko-litewskiego zbioru kazań Punkty kazań, Puktai sakymų (w dwóch tomach, Wilno 1629–1644), w których tekst polski jest prawdopodobnie wtórny wobec tekstu litewskiego.
W połowie wieku XVII Saliamon Slavočinskis dzięki wsparciu bp. wileńskiego Jerzego Tyszkiewicza wydał katolicki śpiewnik Giesmės, tikėjimui katolickam priderančias. W Kiejdanach w 1635 pod patronatem Radziwiłłów powstało natomiast protestanckie opracowanie zawierające kazania, modlitewnik i śpiewnik Steponasa Jaugelisa-Telegi. Powstało także tłumaczenie Pisma świętego z niderlandzkiego przekładu Statenvertaling na język litewski dokonane przez Samuela Bogusława Chylińskiego (Biblia Chylińskiego) – rozpoczęty w Londynie w 1660 druk nie został jednak dokończony ze względu na niezadowolenie zborów kalwińskich z formy przekładu. Przeciwnicy przekładu Chylińskiego podjęli własne prace, jednak rękopis spłonął w przypadkowym pożarze w domu miejscowego ministra w Birżach w 1681. Druga połowa XVII wieku przynosi dalsze spowolnienie rozwoju literatury litewskiej. Wojciech Kojalowicz-Wijuk napisał wtedy Historiae Lithuaniae.

## Wiek XVIII
W pierwszych latach XVIII wieku powstało niewiele litewskojęzycznych utworów literackich w Wielkim Księstwie Litewskim, a te, które powstały są niskiej wartości i pełne błędów językowych – przykładem może być Broma atverta ing viečnastį Mykolasa Olševskisa. W pierwszej połowie wieku na Litwie Małej rozpoczął się ruch oświeceniowy powiązany z kulturą niemiecką. W Uniwersytecie w Królewcu kultura litewska (a w pewnym stopniu także kultura bardzo już nielicznych Prusów) budziła duże zainteresowanie, powstawały słowniki i gramatyki języka litewskiego oraz przekłady. Największe znaczenie miał przekład Biblii Lutra (Królewiec 1735), opracowany przez duży i kompetentny zespół tłumaczy. Wyróżnili się wśród nich Pilypas Ruigys (1675–1749), autor słownika niemiecko-litewskiego (Królewiec 1749) i wielu pism religijnych i językoznawczych oraz Fridrikas Šimelpenigis (1699–1763), poeta, autor epigramatów i wierszy humorystycznych i okolicznościowych, autor krótkiego przeglądu dotychczasowych dziejów literatury litewskiej poczynając od Mažvydasa. Jednym z pierwszych historyków literatury litewskiej był Gotfridas Ostermeyer (1716–1800), który w pracy Erste litauische Liedergeschichte (Królewiec 1793) zebrał dzieje pieśni protestanckiej w języku litewskim. Polemiczny charakter wobec badań Ostermeyera miała praca Kristijonasa Milkusa (1732–1807) Kurze Anleitung zur litauischen Poesie (Królewiec 1800). Milkus był także poetą (autorem wydanego dopiero w 1932 w Kownie poematu Pilakinis), zbieraczem pieśni religijnych oraz autorem słownika litewsko–niemieckiego o charakterze popularnym. Spośród innych literatów Litwy Małej tego okresu należy wymienić pastora Kristijonasa Donelaitisa (1714–1780), który napisał zbiór bajek i poemat Metai (Królewiec 1818; przekład polski Pory roku, Warszawa 1933), charakteryzujący się rubasznym i prostym językiem, ale także refleksyjnymi opisami starości, mocy twórczej Boga i końca świata. Poemat Donelaitisa przyniósł także wczesny opis rytuałów, zwyczajów i świąt litewskiej wsi.
Dopiero druga połowa wieku przynosi pewne ożywienie kultury Wielkiego Księstwa Litewskiego, inspirowane w znacznym stopniu przez działalność Komisji Edukacji Narodowej. Nie malało znaczenie literatury kaznodziejskiej (wyróżnia się Pamokslai Kriprijonasa Lukauskasa, 1797), powstawać zaczęła też literatura świecka, do której należały różne pisma omawiające problemy społeczno-polityczne i obyczajowe epoki. W okresie Sejmu Czteroletniego wiele oficjalnych dokumentów państwowych tłumaczono na język litewski. W okresie tym powstawały także pieśni o charakterze patriotycznym, np. Žemaitiška dainelė, revolucijos laikais rašyta Antanasa Klementasa.

## Pierwsza połowa XIX wieku
Literatura litewska pierwszej połowy XIX wieku nie była zbyt obfita, niemniej jednak romantyzm i ruch ludowy jest ważnym impulsem rozwoju przynosi zaczątki ruchu narodowego etnicznych Litwinów. Pierwsza fala „odrodzenia narodowego” to jednak jeszcze utwory klasycystyczne, pisane w języku polskim i litewskim – ody, bajki, listy, sielanki i inne typowe dla XVIII-wiecznego klasycyzmu utwory, których tematyka koncentrowała się na życiu społecznym i położeniu chłopów. Do reprezentantów tego nurtu, zwanego „pierwszą falą litewskiego odrodzenia narodowego”, należą m.in. Antanas Strazdas, Dionizas Poška, Simonas Stranevičius i Silvestras Valiūnas. W utworach dwóch ostatnich autorów zarysowują się już pierwsze elementy romantyzmu, przede wszystkim upodobanie do legendarnej przeszłości swojego kraju. Dużą rolę w literaturze właściwego romantyzmu w literaturze litewskiej odegrało zainteresowanie folklorem, umocnione pracami ludoznawczymi S. Daukantasa i Ludwika Jucewicza. Rozwijała się też literatura dydaktyczna (Petras Gomalevskis, J.S Dovydaitis, Mikajolus Akelaitis) oraz wzorowane na literaturach obcych bajkopisarstwo (Antanas Tatarė, Valerijonas Ažukalnis-Zagurskis, Juozapas Želavičius-Želvys). Do najwybitniejszych pisarzy należał biskup Antanas Baranauskas, autor pozostającego pod wpływem Pana Tadeusza i próbującego mu dorównywać poematu Anykščių šilelis (1860–1861; pl. Borek Oniksztyński, 1909) oraz poezji patriotycznej i religijnej.

## Grupy i kierunki literackie
- „Keturi vėjai” (pol. „Cztery wiatry”) – czasopismo skupiające w latach 1924–1928 pisarzy awangardowych[1]
- „Trecias frontas” („Trzeci front”) – grupa twórców lewicowych, skupiona w latach 1930–1931 wokół czasopisma o tej samej nazwie[2]